# Janke Dekker
Janke Dekker (Beilen, 1 december 1963) is een Nederlandse zangeres, actrice, televisiepresentatrice, theaterproducent en theaterprogrammeur.

## Biografie
Na haar gymnasium-A studeerde Dekker aan de Toneelacademie Maastricht. In 1984 maakte zij de overstap naar de Kleinkunstacademie in Amsterdam. Daarnaast volgde Dekker nog privé zang- en pianolessen. In 2001 werd ze genomineerd voor de Musical Award voor haar rol Emily in The Hired Man. Van 2005 tot 2009 was te horen als verteller in het populaire NTR kinderserie Het Zandkasteel. Sinds 2007 richt ze zich ook op het maken, regisseren en produceren van theaterproducties, eerst bij het Nationaal Jeugd Musical Theater, later via haar eigen bedrijf Janke Dekker Producties. Ze produceerde onder andere een musical over televisiepresentator Willem Ruis en een toneelstuk over Sepp Blatter.
Sinds 2018 was Dekker bestuursvoorzitter van MORES.online, een platform om ongewenste omgangsvormen in de podiumkunsten-, televisie- en filmsector tegen te gaan. Deze aanstelling kwam in opspraak toen in een artikel van de Volkskrant over misstanden bij NOS Sport haar echtgenoot Tom Egbers in opspraak kwam. Dekker berichtte direct dat dit artikel was geplaatst zonder wederhoor en dat er bewust karaktermoord zou zijn gepleegd op haar echtgenoot Tom Egbers. Naar aanleiding van het Volkskrant-artikel stelde de NOS een onderzoek in, waarvan de resultaten op 14 november 2023 bekend werden. Uit de resultaten bleek dat er geen reden was om de samenwerking tussen de NOS en Tom Egbers te beëindigen. De anonieme bronnen van de Volkskrant hadden gemeld dat Dekkers voorzitterschap van MORES voor slachtoffers reden was geweest geen melding bij MORES te doen, omdat vertrouwen op onafhankelijke behandeling ontbrak, hoewel het meldpunt zo is ingericht dat bestuursleden nooit de inhoud of aard van meldingen onder ogen krijgen. Op 12 maart 2023 trad Dekker alsnog af als voorzitter, omdat haar positie door het mediaklimaat onder druk kwam te staan.

## Werkzaamheden

### Theater

#### Als uitvoerende
- Ik volg gewoon mijn hart (2024) solo
- Haar naam is Barbra (2021) solo
- Generations (2019/2020) als zichzelf
- Stadsmusical Almelo ‘Van Katoen & Nu’ (2014) als Oma Kat
- Garland & Minnelli (2013/2014) als Liza Minnelli
- Contrapunt (2012/2013) als Moeder
- Oorlogswinter de musical (2011/2012) als Moeder en Barones
- Modelkind, AAAH (2010/2011) - Regie
- Dusty. You won't have to say you love me (2010) als Vicki Wickham
- Footloose (2008/2009) als Vi Moore
- Kruistocht in Spijkerbroek (2008/2009) als Ilse Wega, Nora en Contessa
- Loverboy (2007/2010) - Regie
- Camille, een leven in steen (2007/2008) als Camille Claudel
- Narnia (2006/2008) als Jadis, de Witte Heks
- Musical Strings (2004/2005) als Solist
- Irma la Douce (2001/2002) als Irma la Douce
- The Hired Man (2000/2001) als Emily
- Python (1999/2000) als de dochter
- Carmen (1995/1996) als Carmen
- De man van La Mancha (1995) als Dulcinea
- Joseph and the Amazing Technicolor Dreamcoat (1993)
- Hollywood by Night (1992/1993) als solist
- Anatevka (1991/1992) als Hodel
- Mata Hari (1990/1991) als Mata Hari
- Evita (1987/1989) als Eva Peron

#### Als creative
- regisseur van "Loverboy"; "Modelkind"
- vocaal leider bij "Kruistocht in Spijkerbroek", "Narnia" en "Oorlogswinter"
- schrijver liedteksten bij "Oorlogswinter" en "Ik volg gewoon mijn hart".
- vertaling liedteksten bij "Generation", "Haar naam is Barbra" en "Ik volg gewoon mijn hart".
- scriptschrijver "Generation", " Haar Naam is Barbra" en "Ik volg gewoon mijn hart".

### Televisie

#### Als actrice
- Flikken Maastricht (2012) als Lotte Bartels
- Howard Goodall's great dates (2002) als zangeres en actrice
- Mijn dochter en ik (1996) gastrol
- 12 Steden, 13 ongelukken (1990/1995) diverse gastrollen
- Amnesty International Gala (1993) comedy-sketches met Jiskefet
- De Vereenigde Algemeene (1992) als Saskia
- Vreemde praktijken (1989) als Wendy Keizer
- Drie recht, één averecht (1988) als Wendy Keizer

#### Als presentatrice
- Korenslag (2008-2011) jurylid
- Smaakmakers (2002/2003)
- Heartbeatcafe (1998/1998)
- Verborgen Talenten (1995/1996)

### Film
- Ik hou van (2004) als Vera
- Down (2001) als talkshow host
- Covergirl (1990) als cover girl
- Onno 23 (1983)

### Overig
- 2005-2009 - Het Zandkasteel (als voice-over)
- 2011-2020 zelfstandig theaterproducent
- 2020-2024 programmeur/artistiek directeur vlakke vloer theater Streams Breede Beek
- 2019-2023 bestuursvoorzitter Mores online
- 2016-nu bestuursvoorzitter Stichting Fiere Vrouwen